# Chaetonotus pilaga
Chaetonotus pilaga is een buikharige uit de familie Chaetonotidae. De wetenschappelijke naam van de soort werd in 1982 voor het eerst geldig gepubliceerd door Grosso. De soort wordt in het ondergeslacht Chaetonotus geplaatst.